# Jungle Jim (cinesseriado)
Jungle Jim é um seriado estadunidense de 1937, gênero Aventura, dirigido por Ford Beebe e Clifford Smith, em 12 capítulos, estrelado por Grant Withers, Betty Jane Rhodes e Evelyn Brent. O seriado foi produzido e distribuído pela Universal Pictures, e veiculou nos cinemas estadunidenses a partir de 18 de janeiro de 1937.
Foi baseado no personagem das histórias em quadrinhos Jungle Jim, criado por Alex Raymond. Como conseqüência do seriado, foi feito o filme Jungle Jim (Jim das Selvas), em 1948, com 71 minutos, pela Esskay Pictures Corporation, já então com o ator Johnny Weissmuller, que personificaria Jim das Selvas em diversos filmes para o cinema e nos 26 episódios da série de televisão Jungle Jim, a partir de 1955.

## Sinopse
Dois safaris percorrem a África em busca de uma garota branca que é a herdeira de uma fortuna. Um dos safaris, liderado por Jungle Jim, deseja lhe contar sobre a herança e levá-la de volta à civilização. O líder do outro safari quer matar a garota e tentar conseguir a herança para si.

## Elenco
- Grant Withers ...Jim 'Jungle Jim' Bradley (Jim das Selvas)
- Betty Jane Rhodes ...Joan Redmond / Mrs. Tom Redmond
- Raymond Hatton ...Malay Mike
- Evelyn Brent ...Shanghai Lil
- Henry Brandon ...Cobra
- Bryant Washburn ...Bruce Redmond
- Claude King ...Cônsul Gilbert [Cap.1]
- Selmer Jackson ...Tyler [Cap.1] (creditado Selmar Jackson)
- Al Bridge ...Slade
- Paul Sutton ...LaBat [Caps. 1-6]
- Al Duvall ...Kolu
- Frank Mayo ...Tom Redmond [Cap.1]
- J. P. McGowan ...Capitão J.S. Robinson [Cap.1]
- Frank McGlynn Jr. ...Red Hallihan [Cap.1]
- Helen Gibson ...Mrs. Raymond (não-creditada)
- Monte Montague ...Atendente de bar [Cap. 1] (não-creditado)

## Dublês
- Helen Gibson
- Eddie Perker
- Tom Steele

## Produção
Jungle Jim foi baseado no herói dos quadrinhos Jungle Jim criado por Alex Raymond.

## Capítulos
1. Into the Lion's Den
2. The Cobra Strikes
3. The Menacing Hand
4. The Killer's Trail
5. The Bridge of Terror
6. Drums of Doom
7. The Earth Trembles
8. The Killer Lion
9. The Devil Bird
10. Descending Doom
11. In the Cobra's Castle
12. The Last Safari

Fonte: